# 第24回全国高等学校選抜ラグビーフットボール大会
第24回全国高等学校選抜ラグビーフットボール大会は、2023年3月25日から2023年3月31日まで、熊谷ラグビー場及び熊谷西第一多目的広場にて開催された全国高等学校選抜ラグビーフットボール大会である。

## 概要
- 今大会は全試合有観客で行われた[1]（前大会は1回戦・2回戦は無観客[2]）。
- 実行委員会推薦枠は、4枠（東西2枠ずつ）から2枠（東西1枠ずつ）に半減した[1]。
- 「関東・九州」ブロック、「東海・近畿」ブロックは、1年おきに出場枠を各1増減する。今大会では「関東・九州」ブロックの出場枠が各1増えて、関東6枠・九州6枠となった[1]。
- 「近畿」は、通常の5枠に「前年度優勝ブロック枠」1が加わり、6チームが出場した。
- 「北海道・北信越」ブロック、「中国・四国」ブロックも、1年おきに出場枠を各1増減している。今大会では「北海道・北信越」ブロックの出場枠が各1増えて、北海道2枠・北信越2枠となった[1]。

### 日程
- 3月24日 - 代表者会議
- 3月25日 - 1回戦
- 3月26日 - 2回戦・敗者戦
- 3月28日 - 準々決勝
- 3月29日 - 準決勝
- 3月31日 - 決勝、閉会式

## 出場校
北海道ブロック枠2
- 札幌山の手（18大会連続18回目）
- 函館ラ･サール（2大会ぶり5回目）

東北ブロック枠3
- 秋田工（7大会連続14回目）
- 秋田中央（4大会ぶり7回目）
- 黒沢尻工（4大会ぶり5回目）

関東ブロック枠6
- 桐蔭学園（20大会連続21回目）
- 國學院栃木（4大会連続9回目）
- 國學院久我山（2大会連続14回目）
- 流通経大柏（6大会連続16回目）
- 茗溪学園（2大会連続13回目）
- 東海大相模（5大会ぶり4回目）

北信越ブロック枠2
- 日本航空石川（7大会連続10回目）
- 開志国際（2大会ぶり2回目）

東海ブロック枠2
- 中部大春日丘（6大会連続13回目）
- 名古屋（4大会ぶり3回目）

近畿ブロック枠5＋昨年優勝ブロック枠1
- 大阪桐蔭（2大会ぶり9回目）
- 常翔学園（2大会ぶり13回目）
- 報徳学園（2大会連続5回目）
- 関大北陽（5大会ぶり2回目）
- 京都成章（4大会連続11回目）
- 関西学院（4大会ぶり3回目）

中国ブロック枠1
- 尾道（2大会連続14回目）

四国ブロック枠1
- 松山聖陵（3大会連続4回目）

九州ブロック枠6
- 東福岡（16大会連続19回目）
- 佐賀工（10大会連続17回目）
- 長崎南山（6大会ぶり6回目）
- 東海大福岡（8大会ぶり2回目）
- 長崎北陽台（5大会連続9回目）
- 大分東明（4大会連続4回目）

開催県枠1
- 川越東（2大会連続3回目）

実行委員会推薦枠2
- 東京（5大会ぶり3回目）
- 高川学園（初出場）

## 試合結果・組み合わせ
- 時刻はすべて日本標準時 (UTC+9)

### 1回戦
| 2023年03月025日 9:30  | 佐賀工       | 62-0  | 黒沢尻工      | Bグラウンド |
| 2023年03月025日 10:45 | 名古屋       | 5-31  | 東海大相模    | Bグラウンド |
| 2023年03月025日 12:00 | 中部大春日丘 | 41-15 | 東海大福岡    | Bグラウンド |
| 2023年03月025日 13:15 | 関大北陽     | 7-8   | 國學院久我山  | Bグラウンド |
| 2023年03月025日 14:30 | 常翔学園     | 103-0 | 函館ラ･サール | Bグラウンド |
| 2023年03月025日 15:45 | 長崎南山     | 35-17 | 東京          | Bグラウンド |
| 2023年03月025日 9:30  | 大阪桐蔭     | 20-0  | 流通経大柏    | Cグラウンド |
| 2023年03月025日 10:45 | 松山聖陵     | 15-14 | 秋田中央      | Cグラウンド |
| 2023年03月025日 12:00 | 東福岡       | 43-0  | 川越東        | Cグラウンド |
| 2023年03月025日 13:15 | 高川学園     | 18-12 | 秋田工        | Cグラウンド |
| 2023年03月025日 14:30 | 尾道         | 19-21 | 國學院栃木    | Cグラウンド |
| 2023年03月025日 9:30  | 関西学院     | 14-15 | 札幌山の手    | 西第1多目的 |
| 2023年03月025日 10:45 | 報徳学園     | 22-12 | 日本航空石川  | 西第1多目的 |
| 2023年03月025日 12:00 | 長崎北陽台   | 12-20 | 茗溪学園      | 西第1多目的 |
| 2023年03月025日 13:15 | 桐蔭学園     | 61-7  | 京都成章      | 西第1多目的 |
| 2023年03月025日 14:30 | 大分東明     | 49-0  | 開志国際      | 西第1多目的 |

### 2回戦・敗者戦
| 2023年03月026日 9:30  | 流通経大柏    | 38-5  | 秋田中央     | Bグラウンド |
| 2023年03月026日 10:45 | 川越東        | 12-10 | 秋田工       | Bグラウンド |
| 2023年03月026日 12:00 | 尾道          | 0-0   | 関西学院     | Bグラウンド |
| 2023年03月026日 13:15 | 報徳学園      | 10-10 | 茗溪学園     | Bグラウンド |
| 2023年03月026日 14:30 | 桐蔭学園      | 27-0  | 大分東明     | Bグラウンド |
| 2023年03月026日 9:30  | 日本航空石川  | 10-7  | 長崎北陽台   | Cグラウンド |
| 2023年03月026日 10:45 | 京都成章      | 35-14 | 開志国際     | Cグラウンド |
| 2023年03月026日 12:00 | 大阪桐蔭      | 79-0  | 松山聖陵     | Cグラウンド |
| 2022年03月026日 13:15 | 佐賀工        | 39-0  | 東海大相模   | Cグラウンド |
| 2022年03月026日 14:30 | 中部大春日丘  | 7-10  | 國學院久我山 | Cグラウンド |
| 2023年03月026日 15:45 | 常翔学園      | 36-0  | 長崎南山     | Cグラウンド |
| 2023年03月026日 9:30  | 黒沢尻工      | 5-24  | 名古屋       | 西第1多目的 |
| 2023年03月026日 10:45 | 東海大福岡    | 7-22  | 関大北陽     | 西第1多目的 |
| 2023年03月026日 12:00 | 函館ラ･サール | 20-10 | 東京         | 西第1多目的 |
| 2023年03月026日 13:15 | 東福岡        | 50-0  | 高川学園     | 西第1多目的 |
| 2023年03月026日 14:30 | 國學院栃木    | 39-5  | 札幌山の手   | 西第1多目的 |

### 準々決勝
| 2023年03月028日 10:00 | 佐賀工       | 31-33 | 國學院栃木 | Aグラウンド |
| 2023年03月028日 11:30 | 桐蔭学園     | 38-10 | 大阪桐蔭   | Aグラウンド |
| 2023年03月028日 13:00 | 國學院久我山 | 13-24 | 東福岡     | Aグラウンド |
| 2023年03月028日 14:30 | 報徳学園     | 31-38 | 常翔学園   | Aグラウンド |

### 準決勝
| 2023年03月029日 11:00 | 國學院栃木 | 7-51  | 桐蔭学園 | Aグラウンド |
| 2023年03月029日 12:30 | 東福岡     | 58-17 | 常翔学園 | Aグラウンド |

### 決勝
| 2023年03月031日 11:00 | 桐蔭学園                                  | 34-19 (13-12)                                   | 東福岡                                    | Aグラウンド 観客数: 500人 レフリー: 新井卓也 |
| 2023年03月031日 11:00 | トライ: 4 コンバート: 4 PK: 2 ドロップ: 0 | 詳細 日本ラグビーフットボール協会 2023年3月31日 | トライ: 3 コンバート: 2 PK: 0 ドロップ: 0 | Aグラウンド 観客数: 500人 レフリー: 新井卓也 |

| 東福岡     |    |            |               |
| FW         | 01 | 沢田海盛   | 後半21分      |
| FW         | 02 | 田中京也   | 後半21分      |
| FW         | 03 | 茨木海斗   | 後半28分      |
| FW         | 04 | 倉掛太雅   |               |
| FW         | 05 | 坪根章晃   |               |
| FW         | 06 | 松崎天晴   | 後半12分      |
| FW         | 07 | 中山英琥   | 後半12分      |
| FW         | 08 | 高比良恭介 | キャプテン    |
| HB         | 09 | 利守晴     |               |
| HB         | 10 | 井上晴生   |               |
| TB         | 11 | 西浦岳優   | 前半4' 前半8' |
| TB         | 12 | 神拓海     |               |
| TB         | 13 | 村上有志   |               |
| TB         | 14 | 松尾佳大   | 後半28分      |
| FB         | 15 | 隅田誠太郎 | 後半27'       |
| リザーブ:  |    |            |               |
|            | 16 | 松枝隆太   | 後半21分      |
|            | 17 | 高矢晨之介 | 後半21分      |
|            | 18 | 杉村利朗   | 後半28分      |
|            | 19 | 後藤武尊   |               |
|            | 20 | 三木翼     | 後半12分      |
|            | 21 | 高橋凛乃介 | 後半12分      |
|            | 22 | 堀尾匠史   |               |
|            | 23 | 神園然     |               |
|            | 24 | 三好倫太郎 |               |
|            | 25 | 深田衣咲   | 後半28分      |
|            |    |            |               |
| 監督       |    |            |               |
| 藤田雄一郎 |    |            |               |

※赤字は、優勝校もしくは得点が高いことを示す。また、脚注の( )内の分数はキックの成功率、[ ]内の自然数は当該選手の背番号を示す。
| 全国高等学校選抜ラグビーフットボール大会 第24回大会 優勝 |
| -------------------------------------------------------- |
| 桐蔭学園高校 4年ぶり4回目                                |

## 放送
- JSPORTSオンデマンド[3]とHANAZONO LIVEで生配信。またJSPORTS1で決勝戦が後日放送された。